# Echinamoebida
Echinamoebida  es un grupo de amebas del filo Amoebozoa. Presentan un modo de locomoción aplanada de tipo Limax (esto es, con forma alargada, tipo babosa) con o sin subseudopodia espinosa.